# Krisztián Bártfai
Krisztián Bártfai (16 luglio 1974) è un ex canoista ungherese.

## Palmarès

### Olimpiadi
- 1 medaglia:
  - 1 bronzo (Sydney 2000 nel K-2 1000 m)

### Mondiali
- 10 medaglie:
  - 1 oro (Duisburg 1995 nel K-4 200 m)
  - 6 argenti (Duisburg 1995 nel K-2 500 m; Duisburg 1995 nel K-4 1000 m; Dartmouth 1997 nel K-4 200 m; Szeged 1998 nel K-4 500 m; Szeged 1998 nel K-4 1000 m; Poznań 2001 nel K-2 1000 m)
  - 3 bronzi (Duisburg 1995 nel K-2 200 m; Dartmouth 1997 nel K-2 500 m; Szeged 1998 nel K-2 500 m)